# ليف أندرسون
ليف أندرسون (بالسويدية: Leif Andersson)‏ هو متسابق بياثل سويدي، ولد في 26 أبريل 1961 في Finspång ‏ في السويد.

## وصلات خارجية
- ليف أندرسون على موقع IBU (الإنجليزية)
- ليف أندرسون على موقع أوليمبيديا (الإنجليزية)
- ليف أندرسون على موقع اللجنة الأولمبية السويدية (السويدية)